# Mario Patriarca
Mario Patriarca (Pescara, 4 settembre 1965) è un allenatore di calcio a 5 ed ex giocatore di calcio a 5 italiano, attuale tecnico del Real Fabrica Calcio a 5.

## Carriera

### Giocatore

#### Club
Cresciuto nel settore giovanile della Pescara Nord, si trasferisce quindi in quello del Pescara dove rimane per 5 anni; Patriarca è stato capitano della formazione primavera, venendo aggregato in alcune partite alla prima squadra guidata da Enrico Catuzzi. Nella stagione 1986-87 gioca nell'Ortona alternando il calcio con il calcio a 5 nella società "Nando Salvati". Impiegato come universale, con la squadra di Villanova raggiunge la finale di Coppa Italia e i play-off scudetto, venendo eliminati nel girone preliminare da Palermo e Ortana. Abbandonato il calcio, la stagione seguente milita nel Chieti con cui disputa nuovamente la finale di Coppa Italia, persa contro l'EUR Olimpia Roma. Trasferitosi a Roma gioca per due stagioni nell'Helios Ostia prima di fare ritorno in Abruzzo per vestire la maglia della Pro Calcetto Avezzano e contemporaneamente quella della Renato Curi nel campionato Interregionale di calcio. Il biennio seguente gioca nel Bologna vincendo in entrambe le stagioni la classifica dei marcatori di Serie A. Si trasferisce quindi alla Virtus Pescara che nel frattempo era stata promossa in Serie A, dove giocò per due stagioni insieme ai fratelli Aldo e Francesco e all'amico Corrado Roma. L'apice della sua carriera è tuttavia nella stagione 1995-96 quando venne acquistato dalla BNL Calcetto con cui vinse uno scudetto e l'European Champions Tournament, grazie anche a una sua rete nella vittoriosa finale contro il Lepanto Saragozza. Conclude la carriera nell'Angolana con cui disputa alcune stagioni di Serie A prima di ritirarsi.

#### Nazionale
Con la Nazionale disputa il torneo "Quattro Nazioni" svoltosi a Roma nel maggio 1990, venendo nell'occasione premiato come miglior giocatore della manifestazione.

### Allenatore
Terminata la carriera da giocatore, Patriarca ha intrapreso quella di allenatore iniziando sulla panchina del Francavilla nella Serie C regionale dove rimane per tre stagioni prima di approdare al Montesilvano Calcio a 5 nella stessa categoria. Con la seconda squadra cittadina vinse nella stagione 2005-06 la Coppa Italia regionale mentre in quella successiva raggiunse la finale dei play-off nazionali di Serie C persa contro i sardi della Pro Capoterra. Il positivo cammino nei play-off garantì comunque il ripescaggio nel campionato di Serie B 2007-08 conclusosi con la salvezza, mentre la stagione seguente la squadra giunse tredicesima al termine della stagione regolare, facendo ritorno nei campionati regionali. Durante l'estate frequenta il corso per l'abilitazione ad allenatore di primo livello con una tesi sulle funzioni e compiti dei singoli ruoli all'interno del sistema difensivo a zona. Assume quindi la guida tecnica dell'Atletico Teramo fresco di retrocessione dalla Serie A2, che guida alla qualificazione nei play-off nonostante i problemi societari. Dal 2010 al 2014 è allenatore del Pescara in Serie A con la quale raggiunge durante la prima stagione una sorprendente qualificazione alla finale play-off eliminando le teste di serie Lazio e Luparense, cedendo alla Marca Futsal solo in Gara-4. Le stagioni seguenti centra sempre la qualificazione ai play-off scudetto, fermandosi però ai quarti di finale. Nell'estate 2014 assume la guida tecnica del Real Rieti. Nella stagione 2015-2016 conclude la Regular Season in terza posizione e disputa i playoff. Riesce a raggiungere la finale dopo aver eliminato il Montesilvano e la Luparense. Però si arrende solo in finale contro l'Asti in gara 4, oltretutto ai rigori.
Nel novembre 2017 sostituisce Fulvio Colini sulla panchina del Pescara Calcio a 5, tornando ad allenare nella città adriatica dopo 3 anni e mezzo.
Da Settembre 2018 assume l'incarico di responsabile tecnico della F.C. Città Eterna di Calcio a 5, allenando in prima persona la prima squadra di Serie D e dell'Under 21. (http://www.calcioa5live.com/?com=articolo&id=59948)
Nell’estate 2019 raggiunge l’accordo con il Free Time L’Aquila calcio a 5 squadra squadra del Capoluogo Abruzzese neopromossa nel campionato nazionale di serie B.
Per la stagione 2021-22, Patriarca torna a Rieti, come allenatore della Spes Poggio Fidoni Calcio a 5. Il 31 Luglio 2021 l’accordo con il sodalizio reatino viene ufficializzato.

## Palmarès

### Club

#### Giocatore
- Campionato italiano: 1
  - BNL: 1995-96
- European Champions Tournament: 1
  - BNL: 1995-96

#### Allenatore
- Winter Cup: 1
  - Real Rieti: 2015-16

### Individuale
- Capocannoniere della Serie A: 2

1991-92, 1992-93